# Antillia (genre)
Genre
Antillia est un genre éteint de scléractiniaires (coraux durs). Ce genre est actuellement considéré comme de position incertaine au sein de l'arbre phylogénique des coraux durs. Il a vécu en zone intertropicale du Paléocène (Sélandien) il y a environ 62 Ma (millions d'années), jusqu'à la fin du Pléistocène il y a 11 700 ans.

## Liste des espèces
Selon World Register of Marine Species (24 juillet 2015), le genre Antillia contient l'espèce éteinte :
- † Antillia dentata Duncan, 1864